# Liste der Kulturgüter im Bezirk Mendrisio
Die Liste der Kulturgüter im Bezirk Mendrisio enthält alle Objekte in den Gemeinden des Bezirks Mendrisio im Kanton Tessin, die gemäss der Haager Konvention zum Schutz von Kulturgut bei bewaffneten Konflikten, dem Bundesgesetz vom 20. Juni 2014 über den Schutz der Kulturgüter bei bewaffneten Konflikten sowie der Verordnung vom 29. Oktober 2014 über den Schutz der Kulturgüter bei bewaffneten Konflikten unter Schutz stehen.

## Kulturgüterlisten der Gemeinden
- Balerna
- Breggia
- Castel San Pietro
- Chiasso
- Coldrerio
- Mendrisio
- Morbio Inferiore
- Novazzano
- Riva San Vitale
- Stabio
- Vacallo